# خط برودل غير الدموي
خط برودل غير الدموي الخط الأمامي ومن بين الخلفي للكلى التي تستخدم في الجراحة لتقليل حدوث فقدان الدم.
وصف كل من جوزيف هيرتي عام 1882 وماكس برودل عام 1902 هذا الخط غير الدموي نسبيا بقرب خط المنتصف (5 ملليمترات خلفية) من السطح المقعر للكلى والذي من خلاله يمكن الوصول إلى جهاز التجميع الكلوي. تم تسمية الخط باسم هيرتي في معظم أنحاء أوروبا، أما في إنجلترا والولايات المتحدة فتم تسميته بآسم برودل.